# Antoine de Roux
 (juillet 2022).
Si vous disposez d'ouvrages ou d'articles de référence ou si vous connaissez des sites web de qualité traitant du thème abordé ici, merci de compléter l'article en donnant les références utiles à sa vérifiabilité et en les liant à la section « Notes et références ».
Antoine de Roux, né le 21 mars 1928 dans le 16e arrondissement de Paris et mort le 26 mai 2021 à Versailles, est un urbaniste français, docteur en géographie historique, spécialiste de l’histoire urbaine de Perpignan.

## Biographie
Antoine de Roux naît à Paris en 1928. Ses parents sont Henry de Roux, décorateur, né en 1899 à Montélimar et mort en 1981 à Paris, et Lucette Ferlin née en 1901 à Valence et morte en 1989 à Paris. Il avait épousé Colette Jovy, née le 14 mai 1926 à Quincy, le 30 août 1957 à Paris. De leur union, sont nées trois filles : Dominique (née le 23 juillet 1958 à Paris XVe), Isabelle (née le 21 février 1960 à Paris XVe) et Marie-Brune (née le 19 juin 1964 à Fort-de-France).
Après une enfance passée en grande partie à Perpignan, il fait des études à l’Université de Paris d’où il sort diplômé de l’Institut d’urbanisme au début des années 1950. Il consacre ensuite toute sa carrière professionnelle à des travaux liés au développement urbain.
Une fois en retraite, passionné par la recherche, il s’intéresse au développement urbain dans l’histoire. En 1988, il entame une thèse sur Perpignan, la ville de son enfance où il conserve toujours des liens avec des amis. Après avoir travaillé sur les fonds des archives municipales de Perpignan, des archives départementales des Pyrénées-Orientales, de la Bibliothèque nationale de France, des Archives de France, du Service Historique de la Défense et de nombreux autres services de conservation parisiens et de tout l'hexagone, il élargit ses recherches à des dépôts européens, notamment aux archives de Turin (Italie), Simancas (Espagne), Berlin (Allemagne), etc.
Il rédige une thèse de géographie historique sous la direction du Professeur Jean-Pierre Poussou qu’il soutient à l’Université Michel de Montaigne de Bordeaux en 1992. La thèse est intitulée Perpignan, de la place forte à la ville ouverte (Xe – XXe siècles).
Au cours de sa carrière professionnelle (1952-1988), il a participé ou a dirigé de nombreux projets de développement urbain, d’abord en Région parisienne, puis aux Antilles, enfin dans le cadre d’un bureau d’études essentiellement orienté vers l’international (Scet-International), dont il a animé le département « urbanisme et tourisme », avant de diriger le bureau d’études regroupant les activités France et étranger du même groupe (Sétame). 
Il n’a cessé de se consacrer, depuis les années 1990, à des recherches sur le développement urbain dans l’histoire. Outre de nombreux ouvrages sur Perpignan, il a publié plusieurs recherches sur le développement topographique des villes, en particulier sur les « Villes Neuves », classiques et médiévales, et sur les sources cartographiques et iconographiques des villes, en particulier sur les « plans en relief », permettant de suivre l’évolution des paysages urbains.
Selon sa volonté, à son décès, ses archives personnelles ont été données par sa famille à la Ville de Perpignan, pour enrichir le fonds des archives municipales Camille Fourquet.

## Expérience professionnelle
Tout au long de sa carrière, il voyage beaucoup à l'étranger et occupe les fonctions suivantes :
- De 1952 à 1959 : Agence d’Urbanisme attachée au Service d’Aménagement de la Région Parisienne (SARP Pierre Gibel), d’abord simple attaché d’études (dessinateur de Michel Écochard pendant six mois, attaché d’études (Marc Leboucher), chargé d’études (François Davy puis François Prieur responsables successifs de l’Agence d’Urbanisme), enfin chef d’agence (id.).
- De 1959 à 1962 : en charge des plans d’urbanisme dans le département de l’Oise (Directeur Départemental de la Construction M. Caloud), Beauvais, Compiègne, Creil-Montataire-Nogent, Chantilly, Senlis, Noyon (urbaniste en chef Henri Barhmann) et chargé d’études au IAURP à tiers de temps (Président P. Delouvrier, directeur des études Jacques Michel).
- De 1963 à 1969 : en charge de l’Atelier d’urbanisme Antilles-Guyane à Fort-de-France, créé par le ministère de la Construction (urbaniste en chef, Jacques Anquetin) : Plans d’Urbanisme Directeur de Fort-de-France, Basse-Terre, Cayenne, divers petites villes de Martinique, Guadeloupe, Guyane, Saint-Martin, Saint-Barthélémy, plan d’aménagement de la zone d’habitation de la Dillon à Fort-de-France (mise au point du plan masse avec G. Siksik sur un croquis de départ de Jean Dubuisson, architecte conseil de la Construction pour les départements de la Martinique et de la Guadeloupe). Plan de développement touristique de la Martinique et de la Guadeloupe (en association avec la SODEG).
- De 1969 à 1980 : chargé d’études puis directeur du département « Aménagement urbain et touristique » (entre 5 et 10 chargés d’étude) à SCET-International (groupe Caisse des Dépôts et Consignation, Jacques Bourdillon PDG) : principales études (direction et (ou) consultant). 
  - Guadeloupe (SDAU de Pointe-à-Pitre),
  - Algérie (diverses villes),
  - Nouvelle-Calédonie (SDAU de Nouméa),
  - Irak (Mossoul),
  - Tunisie (Équipement touristique en association avec le bureau italien Italconsult pour la Banque Mondiale (direction)  - District urbain de Tunis (Banque mondiale, consultant),
  - Maroc (Fez, El Jadida, Essaouira, etc.),
  - Brésil, direction du Plan d’aménagement et équipement touristique de la route BR 101 (la Rio et Santos) pour Embratur -  du Plan d’aménagement et équipement touristique) de la Bahia de Todos Santos (Estado da Bahia) ; rédaction d’une synthèse pour un Plan programme de développement touristique des villes baroques du Minas Gérais,
  - Iran (Étude d’aménagement du territoire, direction de la partie ville (urbanisme), rédaction de la synthèse et direction des monographies des principales villes : Ispahan, Chiraz, Tabriz, directeur du projet  : J.M. Cour),
  - Arabie saoudite (Ryadh, Ryadh Action Master Plan, (consultant puis direction)),
  - Venezuela (divers),
  - Côte d’Ivoire : Abidjan (Banque mondiale, consultant) études préliminaires à la réalisation de cités d’habitation :
  - en Espagne (Las Rozas à Madrid),
  - en Nouvelle-Calédonie : Cofimpac, filiale du groupe américain International Nickel (M. Curloc Direteur général américain,) - Penamax (filiale de Penaroya).
- De 1980 à 1983 : DGA de Setame (groupe CDC, Président M. Rottier, vice PDG Marc Portier représentant C3D), une quarantaine de chargés d’étude, regroupant les activités études Urbanisme et tourisme des différents bureaux d’études (France et étranger) du groupe CDC (les ¾ de l’activité étant centré sur la France).
- De 1984 à 1988 : consultant indépendant (interventions ponctuelles 1 à 2 semaines à l’international surtout), consultant au musée des Plans-reliefs (au temps de la direction de Christian Pattyn).

## Publications

### Perpignan et le Roussillon
- Le Castillet et la Citadelle de Perpignan dans l’histoire, Les Presses Littéraires, Saint-Estève, 2019
- Remparts disparus, remparts retrouvés, La démolition des remparts de Perpignan 1906-2006 (en collaboration avec les Archives de la Ville de Perpignan et le Club cartophile catalan) - éditions Les Presses littéraires, 2007, 17 x 25 cm cartonné, 254 pages, 250 photos

'* Perpignan, fascicule (notice et plan au 2.500e) de l’Atlas Historique des Villes de France, publié sous la direction de J.-B. Marquette, Université Michel de Montaigne-Bordeaux, C.N.R.S. Bordeaux-Paris 1997.
- Collioure, Port-Vendres (en collaboration avec Alain Ayats), fascicule (notice et plans au 2.500e) de l’Atlas Historique des Villes de France, publié sous la direction de J.-B. Marquette, Université Michel de Montaigne-Bordeaux, C.N.R.S. Bordeaux-Paris 1997.
- Perpignan De la place forte à la ville ouverte, l’essentiel de sa thèse de doctorat de géographie historique (Université Bordeaux Michel de Montaigne 1993), publiée par les Archives de la Ville de Perpignan (collection Perpignan Archives Histoire sous la direction de Jean Sagnes et Michelle Ros), 2 vol. 1996-1999
  - vol. 1, préface de Jean Pierre Poussou, ancien président de l’Université de Paris IV-Sorbonne, 24 cm, 498 pages, 24 pl. h.t. 1996 réédition 2014, Les Presses Littéraires, Saint-Estève.

- - vol. 2, Les Sources de son histoire, cartes, plans, iconographie, 1999, préface de Monique Pelletier, ancien conservateur des Cartes et plans à la Bibliothèque Nationale de France, 25 cm, 382 pages, 24 pl. h .t.. 28 fig.

- Perpignan, Guide - Le Publicateur, Perpinya, vol. 24 cm, 52 pages, photos, plans, 1992.
- Perpignan à la fin du XVIIe siècle, le plan en relief de 1686, Caisse Nationale des Monuments Historiques et des Sites, Paris 1990.
- Perpignan et ses ponts in (p.89-100) Perpignan une et plurielle, ouvrage collectif sous la direction de Raymond Sala et Michelle Ros, Perpignan, 2004.
- Perpignan, les acteurs du développement urbain au temps de la place forte in La Ciutat i els Poders, La Ville et les Pouvoirs, Actes du Colloque du Huitième Centenaire de la Charte de Perpignan, sous la direction de Louis Assier-Andrieux et Raymond Sala, Perpignan 1997, p.267-274.
  - Les Cartes et les Plans anciens, une source considérable d’informations sur le passé de Perpignan, in (p.105-134) Bull. Société agricole, scientifique et littéraire des Pyrénées-Orientales, centième volume 1992.
  - Les plans-reliefs des places de Roussillon et de Catalogne construits au XVIIe siècle in (p. 17 à 30) Bull. Société agricole, scientifique et littéraire des Pyrénées-Orientales, Aspects de la Cerdagne, 1986.

### Les  cartes et plans de ville, les plans en relief
- Bastides, villes neuves médiévales (en collaboration avec Michel Coste), Desclée de Brouwer Rempart, collection Patrimoine Vivant, Paris 2007, 21 cm, 158 pages, photos, plans, notes, bibliographie
- Villes neuves, Urbanisme classique, Desclée de Brouwer, Rempart collection “Patrimoine Vivant”, Paris 1997, 21 cm, 144 pages, photos, plans, notes.
- Les Plans en relief des places fortes (en collaboration avec Nicolas Faucherre et Guillaume Monsaingeon, photos couleurs et noir et blanc, Adam Biro, Paris 1989,  (3e partie, La Mémoire de la Ville) - Réédition : Éditions du Patrimoine et Adam Biro, juin 2007.
- « Les Atlas de Trudaine, une source de premier plan pour la connaissance de la France de l’intérieur dans les années 1750, l’exemple des atlas de la généralité de Bourges » in Portefeuille de plans, Projets et dessins d’ingénieurs militaires en Europe du XVIe au XIXe siècle, Actes du colloque de Saint-Amand-Montrond, Bourges 2001, p.185-196.
- « Les plans en relief, une source capitale pour l’histoire des villes et de l’équipement des campagnes » in Actes du colloque international sur les Plans-Reliefs au passé et au présent, sous la direction du professeur André Corvisier, SEDES, Paris 1993, p.23-32.
- « Les cartes et les plans anciens, une source considérable d’informations sur le passé de Perpignan », in Bull. Société agricole, scientifique et littéraire des Pyrénées-Orientales, centième volume 1992, p.105-134.
- « Beaulieu, Ingénieur et géographe, Des dessins aux plans gravés » in Bulletin du Comité Français de Cartographie n° 130, Paris 1991.
- « Un moment important de la représentation cartographique des villes, les Plans en relief », in Métropolis Urbanisme, Planification régionale, Environnement (La nouvelle cartographie), n° 86,1989, p.4-11.
- « La mémoire des places-fortes » in Plans en Relief, Villes fortes des anciens Pays-Bas Français au XVIIIe siècle, Catalogue exposition, Musée des Beaux-Arts de Lille (en collaboration avec Nicolas Faucherre), 1989, p.70-72.
- « Tournai au début du XVIIIe siècle, le plan en relief de 1701 », in Plans en Relief, Villes fortes des anciens Pays-Bas Français au XVIIIe siècle, Catalogue exposition, Musée des Beaux-arts de Lille, 1989, p.104-116.
- « Les Plans en Relief des places fortes », in XIIe Congrès international d'histoire de la cartographie, Bull. Comité français de Cartographie,  n°113, Paris 1987.

### Les villes des Antilles françaises en général, Fort de France en particulier
- « Le Centre de Fort de France, ses possibilités d’adaptation », in Les Cahiers du CERAG, (Centre d’études régionales Antilles Guyane), 86 pages, XXII planches h.t., plans et schémas, plan h.t., annexes, Fort de France, 4e trimestre 1967. [résumé de sa thèse de l’Institut d’Urbanisme de l’Université de Paris].
- « La création urbaine en Martinique et en Guadeloupe aux XVIIe et XVIIIe siècles » in Les villes françaises du Nouveau Monde, Des premiers fondateurs aux ingénieurs du Roi, sous la direction Laurent Vidal et Émilie d’Orgeix, Somogy, Paris 1999, p.99-107.
- « La Ville du Fort Royal de la Martinique, Naissance et développement aux XVIIe et XVIIIe siècles », in Bulletin du Centre d'Histoire des espaces atlantiques n° 4, Bordeaux 1988, p.185-218.

### Recherches plus ou moins achevées
- Dictionnaire des Bastides et des villes neuves médiévales, synthèse et 195 notices pré rédigées (3 volumes), réparties dans 15 départements du Sud-Ouest et du midi de la France.
- Les Plans en Relief des places fortes construits par les ingénieurs militaires français de Louis XIV à Napoléon III, La collection, son histoire, Les plans inventaire détaillé (recherche effectuée pour le Musée des Plans-Reliefs, jamais publiée par suite d’un changement de direction). Des recherches plus approfondies ont porté sur le plan-relief de Toulon (1800) un des plus beaux et des mieux informés de la collection, et celui de Saint-Tropez (vers 1720).
- Inventaire détaillé des Cartes, plans, iconographie pour servir à l’histoire des villes de : Brest, Calais, Le Havre, Saint-Tropez, Toulon, ….
- Les villes de la frontière du Nord au temps de Louis XIV, une description croisée de plusieurs villes du nord de la France, au temps de Louis XIV à travers les plans en relief du début des années 1700 et les dénombrements (inédits) de Vauban.
- Les villes de l’Oise de part et d’autre de la Révolution : Beauvais, Chantilly, Clermont, Compiègne, Creil, Senlis, Noyon, Pont-Sainte-Maxence, Senlis, ….. (une synthèse plus qu’une recherche systématique)

### Histoire des familles
- Quincy dans les années 1900, photos Jules Géhaut présentation de Colette Jovy-de Roux, album (15 x 20 cm) de [34] photos (dont 20 pleines pages), couv. illus. sans date, mais 2015 (Made on a Mac).

Déposé aux Archives du Cher.
- 5 volumes de l’Histoire croisée des familles des ascendants d’Antoine et Colette de Roux (tirage limité 20 ex, en cours de dépôt à la BnF, et aux archives des départements concernés).
- La Famille de Roux de Sommières : 2 vol. reliés ensemble 14 x 21 cm, [tome 1 - Chroniques 1589-1989] 240 p.. tableaux généalogiques, photos couv. illus. [tome 2 - Henry de Roux et Lucette Ferlin 1920-1989], 27 pages, XXXII pl.h.t. (115 photos) Paris 2008/2020.
- La Famille Bon, Avignon 18e et 19e siècle (avec le concours de Fabien Lejeune) : 1 vol. 14 x 21 cm, 196 p. 19 pl. h.t. 14 tableaux généalogiques, couv. illus. Paris 2007
- La Famille Jovy - Quincy et le Berry : 1 vol. 14 x 21 cm, 196 p. 49 pl. h.t. (237 photos) 19 tableaux généalogiques, couv. illus. Paris 2007.
- La famille Ferlin - Auguste Ferlin et Thérèse Bon, 1 vol. 1 4 x 21 cm ; 138 p. 19 planches h.t. (106 photos), 7 tableaux généalogiques, couv. illus.  Paris 2006
- Le général Comte Chabran, général de la Révolution, anobli par Louis XVIII, 1 vol. 14 x 21 cm ; 90 p. 12 planches h.t. 5 tableaux généalogiques, couv. illus. Paris 2004.

## Distinctions

### Décorations
- Chevalier de l'ordre national du Mérite

### Hommages

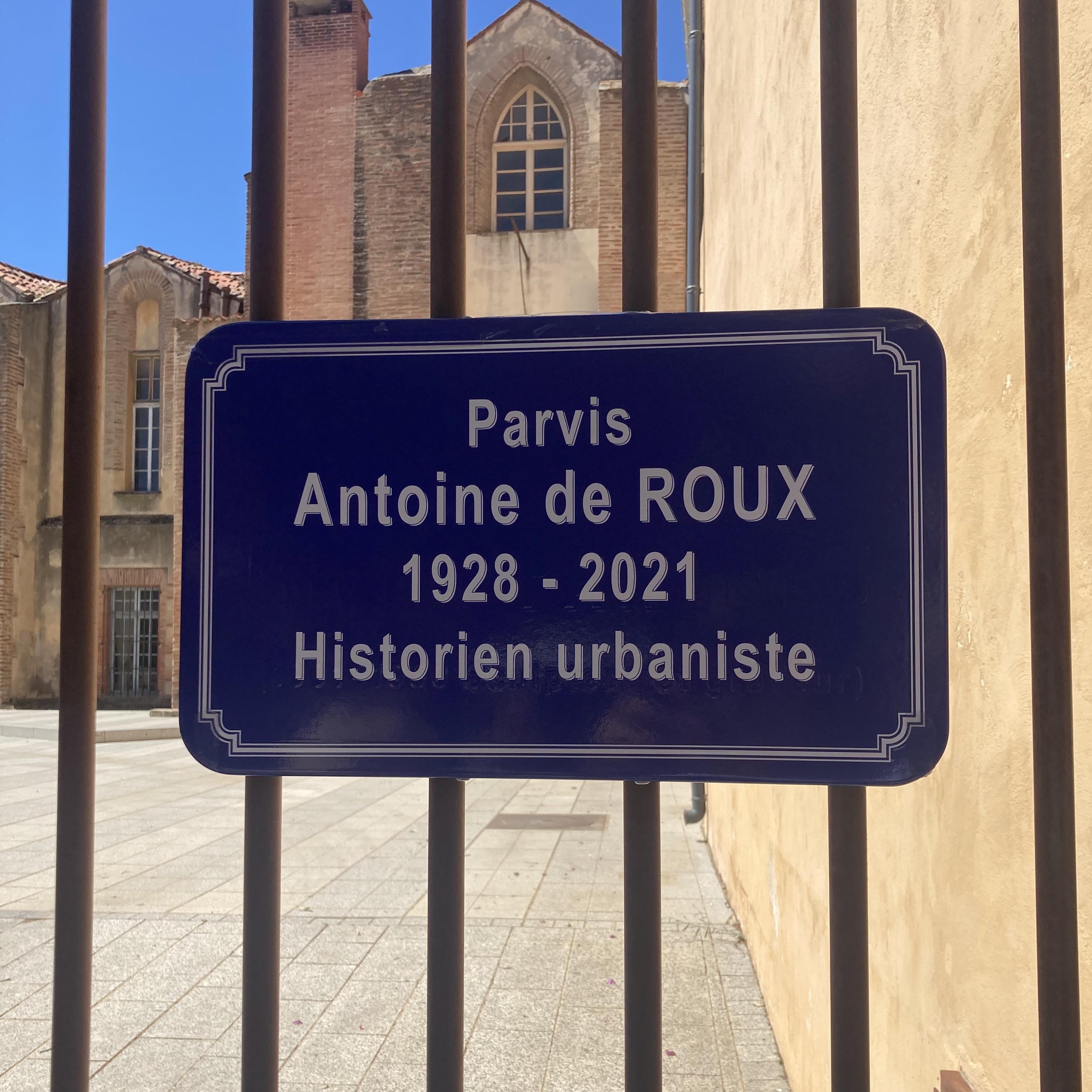
Plaque du parvis Antoine de Roux

- Parvis Antoine de Roux, situé devant l'ancien couvent des dominicains, inauguré par le maire de Perpignan Louis Aliot le 25 juillet 2022[6].
- Exposition durant l'été 2022 autour de son œuvre à la Poudrière, réalisée par les Archives municipales de Perpignan[3].
- Journée d'études et d'hommage organisée par l'ASPAHR et les Archives départementales le 10 décembre 2022[7].